# 12e étape du Tour de France 2017
Pour un article plus général, voir Tour de France 2017.
La 12e étape du Tour de France 2017 se déroule le jeudi 13 juillet 2017 entre Pau et Peyragudes, sur une distance de 214,5 kilomètres. Elle est remportée par Romain Bardet devant Rigoberto Urán et Fabio Aru.
Christopher Froome, qui a perdu 22 secondes dans l'ascension finale vers Peyragudes, perd le maillot jaune au profit de Fabio Aru. Les autres classements ne subissent pas de modification : Marcel Kittel mène le classement par points, Warren Barguil le classement de la montagne et Simon Yates le classement du meilleur jeune.

## Parcours
Cette douzième étape du Tour de France 2017 démarre à Pau, dans les Pyrénées-Atlantiques. Le début du parcours est plutôt plat et emprunte la route nationale 117 durant une soixantaine de kilomètres avec une traversée de Soumoulou et de Ger. Le parcours entre ensuite dans les Hautes-Pyrénées, avec la traversée d'Ibos, de Tarbes, de Barbazan-Debat, de Lhez, de Tournay et de Lanespède.
La première difficulté est une côte de catégorie 4 : la côte de Capvern, traversant cette même commune. Le Tour continue ensuite sur La Barthe-de-Neste, Nestier et Saint-Bertrand de Comminges, en entrant par la même occasion dans la Haute-Garonne. Le sprint intermédiaire a ensuite lieu à Loures-Barousse.
Les principales difficultés de cette étape sont concentrées dans la deuxième moitié de son parcours. À partir de Fronsac, le parcours effectue une boucle, comportant le col des Ares, col de deuxième catégorie et le col de Menté, col de première catégorie. La descente de ce col ramène la course dans la vallée de la Garonne, par les communes de Saint-Béat et d'Esténos et clôt la boucle entamée à Fronsac. Le parcours se dirige ensuite vers Mauléon-Barousse, en repassant dans les Hautes-Pyrénées, et passe par la plus grosse difficulté du jour : le Port de Balès, difficulté hors-catégorie. Le parcours traverse ensuite Bourg-d'Oueil, petite station de ski haute-garonnaise. 
Le parcours se rapproche enfin de l'arrivée avec le col de Peyresourde (première catégorie) et arrive à l'altiport de Peyragudes, dans les Hautes-Pyrénées, sommet classé en deuxième catégorie.

## Déroulement de la course
Le peloton implose dans la montée du Port de Balès, franchi en tête par Steve Cummings. Dans la montée du col de Peyresourde, Nairo Quintana est lâché, Cummings s'épuise et il est rattrapé par un groupe de onze coureurs, contrôlé par Mikel Nieve et Mikel Landa, coéquipiers du maillot jaune Chris Froome. Mais dans les trois derniers hectomètres de la montée inédite vers l'altiport de Peyragudes, Fabio Aru lance une attaque, suivie par Romain Bardet et Rigoberto Urán. Froome n'arrive pas à suivre. Bardet réussit à dépasser Aru et il gagne l'étape devant Urán : c'est sa troisième victoire sur le Tour de France, après 2015 et 2016. Froome perd le maillot jaune au profit d'Aru.

## Résultats

### Classement de l'étape
| \| Classement de l'étape \| Classement de l'étape \| Classement de l'étape \| Classement de l'étape \| Classement de l'étape \| \| Coureur \| Coureur \| Pays \| Équipe \| Temps \| \| --------------------- \| --------------------- \| --------------------- \| --------------------- \| --------------------- \| \| 1er \| Romain Bardet \| France \| AG2R La Mondiale \| 5 h 49 min 38 s \| \| 2e \| Rigoberto Urán \| Colombie \| Cannondale-Drapac \| + 2 s \| \| 3e \| Fabio Aru \| Italie \| Astana \| + 2 s \| \| 4e \| Mikel Landa \| Espagne \| Team Sky \| + 5 s \| \| 5e \| Louis Meintjes \| Afrique du Sud \| UAE Team Emirates \| + 7 s \| \| 6e \| Dan Martin \| Irlande \| Quick-Step Floors \| + 13 s \| \| 7e \| Christopher Froome \| Royaume-Uni \| Team Sky \| + 22 s \| \| 8e \| George Bennett \| Nouvelle-Zélande \| LottoNL-Jumbo \| + 27 s \| \| 9e \| Simon Yates \| Royaume-Uni \| Orica-Scott \| + 27 s \| \| 10e \| Mikel Nieve \| Espagne \| Team Sky \| + 1 min 28 s \| |                    |                  |                   |                 |
| |                    |                  |                   |                 |
| Source : ProCyclingStats |                    |                  |                   |                 |
| Classement de l'étape |                    |                  |                   |                 |
| Coureur | Coureur            | Pays             | Équipe            | Temps           |
| 1er | Romain Bardet      | France           | AG2R La Mondiale  | 5 h 49 min 38 s |
| 2e | Rigoberto Urán     | Colombie         | Cannondale-Drapac | + 2 s           |
| 3e | Fabio Aru          | Italie           | Astana            | + 2 s           |
| 4e | Mikel Landa        | Espagne          | Team Sky          | + 5 s           |
| 5e | Louis Meintjes     | Afrique du Sud   | UAE Team Emirates | + 7 s           |
| 6e | Dan Martin         | Irlande          | Quick-Step Floors | + 13 s          |
| 7e | Christopher Froome | Royaume-Uni      | Team Sky          | + 22 s          |
| 8e | George Bennett     | Nouvelle-Zélande | LottoNL-Jumbo     | + 27 s          |
| 9e | Simon Yates        | Royaume-Uni      | Orica-Scott       | + 27 s          |
| 10e | Mikel Nieve        | Espagne          | Team Sky          | + 1 min 28 s    |

### Points attribués
| Sprint intermédiaire - Loures-Barousse (km 94) | Sprint intermédiaire - Loures-Barousse (km 94) | Sprint intermédiaire - Loures-Barousse (km 94) | Sprint intermédiaire - Loures-Barousse (km 94) | Sprint intermédiaire - Loures-Barousse (km 94) |
| ---------------------------------------------- | ---------------------------------------------- | ---------------------------------------------- | ---------------------------------------------- | ---------------------------------------------- |
|                                                | Coureur                                        | Pays                                           | Équipe                                         | Point(s)                                       |
| 1er                                            | Michael Matthews                               | Australie                                      | Sunweb                                         | 20                                             |
| 2e                                             | Marcel Kittel                                  | Allemagne                                      | Quick-Step Floors                              | 17                                             |
| 3e                                             | Thomas de Gendt                                | Belgique                                       | Lotto-Soudal                                   | 15                                             |
| 4e                                             | Jack Bauer                                     | Nouvelle-Zélande                               | Quick-Step Floors                              | 13                                             |
| 5e                                             | Stefan Küng                                    | Suisse                                         | BMC Racing                                     | 11                                             |
| 6e                                             | Koen de Kort                                   | Pays-Bas                                       | Trek-Segafredo                                 | 10                                             |
| 7e                                             | Diego Ulissi                                   | Italie                                         | UAE Emirates                                   | 9                                              |
| 8e                                             | Nils Politt                                    | Allemagne                                      | Katusha-Alpecin                                | 8                                              |
| 9e                                             | Cyril Gautier                                  | France                                         | AG2R La Mondiale                               | 7                                              |
| 10e                                            | Julien Simon                                   | France                                         | Cofidis                                        | 6                                              |
| 11e                                            | Imanol Erviti                                  | Espagne                                        | Movistar                                       | 5                                              |
| 12e                                            | Steve Cummings                                 | Royaume-Uni                                    | Dimension Data                                 | 4                                              |
| 13e                                            | Christian Knees                                | Allemagne                                      | Sky                                            | 3                                              |
| 14e                                            | Luke Rowe                                      | Royaume-Uni                                    | Sky                                            | 2                                              |
| 15e                                            | Mikel Nieve                                    | Espagne                                        | Sky                                            | 1                                              |
| modifier                                       |                                                |                                                |                                                |                                                |

| Arrivée d'étape - Peyragudes (km 214,5) | Arrivée d'étape - Peyragudes (km 214,5) | Arrivée d'étape - Peyragudes (km 214,5) | Arrivée d'étape - Peyragudes (km 214,5) | Arrivée d'étape - Peyragudes (km 214,5) |
| --------------------------------------- | --------------------------------------- | --------------------------------------- | --------------------------------------- | --------------------------------------- |
|                                         | Coureur                                 | Pays                                    | Équipe                                  | Point(s)                                |
| 1er                                     | Romain Bardet                           | France                                  | AG2R La Mondiale                        | 20                                      |
| 2e                                      | Rigoberto Uran                          | Colombie                                | Cannondale-Drapac                       | 17                                      |
| 3e                                      | Fabio Aru                               | Italie                                  | Astana                                  | 15                                      |
| 4e                                      | Mikel Landa                             | Espagne                                 | Sky                                     | 13                                      |
| 5e                                      | Louis Meintjes                          | Afrique du Sud                          | UAE Emirates                            | 11                                      |
| 6e                                      | Daniel Martin                           | Irlande                                 | Quick-Step Floors                       | 10                                      |
| 7e                                      | Christopher Froome                      | Royaume-Uni                             | Sky                                     | 9                                       |
| 8e                                      | George Bennett                          | Nouvelle-Zélande                        | Lotto NL-Jumbo                          | 8                                       |
| 9e                                      | Simon Yates                             | Royaume-Uni                             | Orica-Scott                             | 7                                       |
| 10e                                     | Mikel Nieve                             | Espagne                                 | Sky                                     | 6                                       |
| 11e                                     | Nairo Quintana                          | Colombie                                | Movistar                                | 5                                       |
| 12e                                     | Warren Barguil                          | France                                  | Sunweb                                  | 4                                       |
| 13e                                     | Damiano Caruso                          | Italie                                  | BMC Racing                              | 3                                       |
| 14e                                     | Alberto Contador                        | Espagne                                 | Trek-Segafredo                          | 2                                       |
| 15e                                     | Pierre Latour                           | France                                  | AG2R La Mondiale                        | 1                                       |
| modifier                                |                                         |                                         |                                         |                                         |

|   | Coureur        | Pays     | Équipe            | Secondes |
| - | -------------- | -------- | ----------------- | -------- |
| 1 | Romain Bardet  | France   | AG2R La Mondiale  | 10 s     |
| 2 | Rigoberto Uran | Colombie | Cannondale-Drapac | 6 s      |
| 3 | Fabio Aru      | Italie   | Astana            | 4 s      |

### Cols et côtes
| Côte de Capvern (km 64) 4e catégorie (7,7 km à 3,1%) | Côte de Capvern (km 64) 4e catégorie (7,7 km à 3,1%) | Côte de Capvern (km 64) 4e catégorie (7,7 km à 3,1%) | Côte de Capvern (km 64) 4e catégorie (7,7 km à 3,1%) | Côte de Capvern (km 64) 4e catégorie (7,7 km à 3,1%) |
| ---------------------------------------------------- | ---------------------------------------------------- | ---------------------------------------------------- | ---------------------------------------------------- | ---------------------------------------------------- |
|                                                      | Coureur                                              | Pays                                                 | Équipe                                               | Point(s)                                             |
| 1er                                                  | Thomas de Gendt                                      | Belgique                                             | Lotto-Soudal                                         | 1                                                    |
| modifier                                             |                                                      |                                                      |                                                      |                                                      |

| Col des Ares (km 111,5) 2e catégorie (7,4 km à 4,6%) | Col des Ares (km 111,5) 2e catégorie (7,4 km à 4,6%) | Col des Ares (km 111,5) 2e catégorie (7,4 km à 4,6%) | Col des Ares (km 111,5) 2e catégorie (7,4 km à 4,6%) | Col des Ares (km 111,5) 2e catégorie (7,4 km à 4,6%) |
| ---------------------------------------------------- | ---------------------------------------------------- | ---------------------------------------------------- | ---------------------------------------------------- | ---------------------------------------------------- |
|                                                      | Coureur                                              | Pays                                                 | Équipe                                               | Point(s)                                             |
| 1er                                                  | Thomas De Gendt                                      | Belgique                                             | Lotto-Soudal                                         | 5                                                    |
| 2e                                                   | Michael Matthews                                     | Australie                                            | Sunweb                                               | 3                                                    |
| 3e                                                   | Koen de Kort                                         | Pays-Bas                                             | Trek-Segafredo                                       | 2                                                    |
| 4e                                                   | Julien Simon                                         | France                                               | Cofidis                                              | 1                                                    |
| modifier                                             |                                                      |                                                      |                                                      |                                                      |

| Col de Menté (km 139,5) 1re catégorie (6,9 km à 8,1%) | Col de Menté (km 139,5) 1re catégorie (6,9 km à 8,1%) | Col de Menté (km 139,5) 1re catégorie (6,9 km à 8,1%) | Col de Menté (km 139,5) 1re catégorie (6,9 km à 8,1%) | Col de Menté (km 139,5) 1re catégorie (6,9 km à 8,1%) |
| ----------------------------------------------------- | ----------------------------------------------------- | ----------------------------------------------------- | ----------------------------------------------------- | ----------------------------------------------------- |
|                                                       | Coureur                                               | Pays                                                  | Équipe                                                | Point(s)                                              |
| 1er                                                   | Michael Matthews                                      | Australie                                             | Sunweb                                                | 10                                                    |
| 2e                                                    | Thomas de Gendt                                       | Belgique                                              | Lotto-Soudal                                          | 8                                                     |
| 3e                                                    | Julien Simon                                          | France                                                | Cofidis                                               | 6                                                     |
| 4e                                                    | Diego Ulissi                                          | Italie                                                | UAE Emirates                                          | 4                                                     |
| 5e                                                    | Cyril Gautier                                         | France                                                | AG2R La Mondiale                                      | 2                                                     |
| 6e                                                    | Imanol Erviti                                         | Espagne                                               | Movistar                                              | 1                                                     |
| modifier                                              |                                                       |                                                       |                                                       |                                                       |

| Port de Balès (km 184) Hors catégorie (11,7 km à 7,7%) | Port de Balès (km 184) Hors catégorie (11,7 km à 7,7%) | Port de Balès (km 184) Hors catégorie (11,7 km à 7,7%) | Port de Balès (km 184) Hors catégorie (11,7 km à 7,7%) | Port de Balès (km 184) Hors catégorie (11,7 km à 7,7%) |
| ------------------------------------------------------ | ------------------------------------------------------ | ------------------------------------------------------ | ------------------------------------------------------ | ------------------------------------------------------ |
|                                                        | Coureur                                                | Pays                                                   | Équipe                                                 | Point(s)                                               |
| 1er                                                    | Steve Cummings                                         | Royaume-Uni                                            | Dimension Data                                         | 20                                                     |
| 2e                                                     | Thomas de Gendt                                        | Belgique                                               | Lotto-Soudal                                           | 15                                                     |
| 3e                                                     | Cyril Gautier                                          | France                                                 | AG2R La Mondiale                                       | 12                                                     |
| 4e                                                     | Warren Barguil                                         | France                                                 | Sunweb                                                 | 10                                                     |
| 5e                                                     | Michał Kwiatkowski                                     | Pologne                                                | Sky                                                    | 8                                                      |
| 6e                                                     | Mikel Nieve                                            | Espagne                                                | Sky                                                    | 6                                                      |
| 7e                                                     | Mikel Landa                                            | Espagne                                                | Sky                                                    | 4                                                      |
| 8e                                                     | Christopher Froome                                     | Royaume-Uni                                            | Sky                                                    | 2                                                      |
| modifier                                               |                                                        |                                                        |                                                        |                                                        |

| Col de Peyresourde (km 209,5) 1re catégorie (9,7 km à 7,8%) | Col de Peyresourde (km 209,5) 1re catégorie (9,7 km à 7,8%) | Col de Peyresourde (km 209,5) 1re catégorie (9,7 km à 7,8%) | Col de Peyresourde (km 209,5) 1re catégorie (9,7 km à 7,8%) | Col de Peyresourde (km 209,5) 1re catégorie (9,7 km à 7,8%) |
| ----------------------------------------------------------- | ----------------------------------------------------------- | ----------------------------------------------------------- | ----------------------------------------------------------- | ----------------------------------------------------------- |
|                                                             | Coureur                                                     | Pays                                                        | Équipe                                                      | Point(s)                                                    |
| 1er                                                         | Mikel Nieve                                                 | Espagne                                                     | Sky                                                         | 10                                                          |
| 2e                                                          | Mikel Landa                                                 | Espagne                                                     | Sky                                                         | 8                                                           |
| 3e                                                          | Christopher Froome                                          | Royaume-Uni                                                 | Sky                                                         | 6                                                           |
| 4e                                                          | Fabio Aru                                                   | Italie                                                      | Astana                                                      | 4                                                           |
| 5e                                                          | Romain Bardet                                               | France                                                      | AG2R La Mondiale                                            | 2                                                           |
| 6e                                                          | Rigoberto Uran                                              | Colombie                                                    | Cannondale-Drapac                                           | 1                                                           |
| modifier                                                    |                                                             |                                                             |                                                             |                                                             |

| Peyragudes (km 214,5) 2e catégorie (2,4 km à 8,4%) | Peyragudes (km 214,5) 2e catégorie (2,4 km à 8,4%) | Peyragudes (km 214,5) 2e catégorie (2,4 km à 8,4%) | Peyragudes (km 214,5) 2e catégorie (2,4 km à 8,4%) | Peyragudes (km 214,5) 2e catégorie (2,4 km à 8,4%) |
| -------------------------------------------------- | -------------------------------------------------- | -------------------------------------------------- | -------------------------------------------------- | -------------------------------------------------- |
|                                                    | Coureur                                            | Pays                                               | Équipe                                             | Point(s)                                           |
| 1er                                                | Romain Bardet                                      | France                                             | AG2R La Mondiale                                   | 5                                                  |
| 2e                                                 | Rigoberto Uran                                     | Colombie                                           | Cannondale-Drapac                                  | 3                                                  |
| 3e                                                 | Fabio Aru                                          | Italie                                             | Astana                                             | 2                                                  |
| 4e                                                 | Mikel Landa                                        | Espagne                                            | Sky                                                | 1                                                  |
| modifier                                           |                                                    |                                                    |                                                    |                                                    |

## Classements à l'issue de l'étape

### Classement général
| \| Classement général \| Classement général \| Classement général \| Classement général \| Classement général \| \| Coureur \| Coureur \| Pays \| Équipe \| Temps \| \| ------------------ \| ------------------ \| ------------------ \| ------------------ \| ------------------ \| \| 1er \| Fabio Aru \| Italie \| Astana \| 52 h 51 min 49 s \| \| 2e \| Christopher Froome \| Royaume-Uni \| Team Sky \| + 6 s \| \| 3e \| Romain Bardet \| France \| AG2R La Mondiale \| + 25 s \| \| 4e \| Rigoberto Urán \| Colombie \| Cannondale-Drapac \| + 35 s \| \| 5e \| Dan Martin \| Irlande \| Quick-Step Floors \| + 1 min 41 s \| \| 6e \| Simon Yates \| Royaume-Uni \| Orica-Scott \| + 2 min 13 s \| \| 7e \| Mikel Landa \| Espagne \| Team Sky \| + 2 min 55 s \| \| 8e \| Nairo Quintana \| Colombie \| Movistar Team \| + 4 min 01 s \| \| 9e \| George Bennett \| Nouvelle-Zélande \| LottoNL-Jumbo \| + 4 min 04 s \| \| 10e \| Louis Meintjes \| Afrique du Sud \| UAE Team Emirates \| + 4 min 51 s \| |                    |                  |                   |                  |
| |                    |                  |                   |                  |
| Source : ProCyclingStats |                    |                  |                   |                  |
| Classement général |                    |                  |                   |                  |
| Coureur | Coureur            | Pays             | Équipe            | Temps            |
| 1er | Fabio Aru          | Italie           | Astana            | 52 h 51 min 49 s |
| 2e | Christopher Froome | Royaume-Uni      | Team Sky          | + 6 s            |
| 3e | Romain Bardet      | France           | AG2R La Mondiale  | + 25 s           |
| 4e | Rigoberto Urán     | Colombie         | Cannondale-Drapac | + 35 s           |
| 5e | Dan Martin         | Irlande          | Quick-Step Floors | + 1 min 41 s     |
| 6e | Simon Yates        | Royaume-Uni      | Orica-Scott       | + 2 min 13 s     |
| 7e | Mikel Landa        | Espagne          | Team Sky          | + 2 min 55 s     |
| 8e | Nairo Quintana     | Colombie         | Movistar Team     | + 4 min 01 s     |
| 9e | George Bennett     | Nouvelle-Zélande | LottoNL-Jumbo     | + 4 min 04 s     |
| 10e | Louis Meintjes     | Afrique du Sud   | UAE Team Emirates | + 4 min 51 s     |

### Classement par points
| Classement par points | Classement par points | Classement par points | Classement par points      | Classement par points |
| Coureur               | Coureur               | Pays                  | Équipe                     | Points                |
| --------------------- | --------------------- | --------------------- | -------------------------- | --------------------- |
| 1er                   | Marcel Kittel         | Allemagne             | Quick-Step Floors          | 352 pts               |
| 2e                    | Michael Matthews      | Australie             | Team Sunweb                | 222 pts               |
| 3e                    | André Greipel         | Allemagne             | Lotto-Soudal               | 171 pts               |
| 4e                    | Alexander Kristoff    | Norvège               | Katusha-Alpecin            | 158 pts               |
| 5e                    | Sonny Colbrelli       | Italie                | Bahrain-Merida             | 97 pts                |
| 6e                    | Dylan Groenewegen     | Pays-Bas              | LottoNL-Jumbo              | 94 pts                |
| 7e                    | Edvald Boasson Hagen  | Norvège               | Dimension Data             | 93 pts                |
| 8e                    | Nacer Bouhanni        | France                | Cofidis, Solutions Crédits | 78 pts                |
| 9e                    | Fabio Aru             | Italie                | Astana                     | 71 pts                |
| 10e                   | Dan Martin            | Irlande               | Quick-Step Floors          | 68 pts                |

### Classement du meilleur jeune
| Classement général du meilleur jeune | Classement général du meilleur jeune | Classement général du meilleur jeune | Classement général du meilleur jeune | Classement général du meilleur jeune |
|                                      | Coureur                              | Pays                                 | Équipe                               | Temps                                |
| ------------------------------------ | ------------------------------------ | ------------------------------------ | ------------------------------------ | ------------------------------------ |
| 1er                                  | Simon Yates                          | Royaume-Uni                          | Orica-Scott                          | en 52 h 54 min 2 s                   |
| 2e                                   | Louis Meintjes                       | Afrique du Sud                       | UAE                                  | + 2 min 38 s                         |
| 3e                                   | Pierre Latour                        | France                               | AG2R La Mondiale                     | + 6 min 0 s                          |
| 4e                                   | Emanuel Buchmann                     | Allemagne                            | Bora-Hansgrohe                       | + 12 min 1 s                         |
| 5e                                   | Guillaume Martin                     | France                               | Wanty-Groupe Gobert                  | + 17 min 14 s                        |
| 6e                                   | Tiesj Benoot                         | Belgique                             | Lotto-Soudal                         | + 20 min 48 s                        |
| 7e                                   | Lilian Calmejane                     | France                               | Direct Énergie                       | + 45 min 37 s                        |
| 8e                                   | Michael Valgren                      | Danemark                             | Astana                               | + 1 h 9 min 28 s                     |
| 9e                                   | Alexey Lutsenko                      | Kazakhstan                           | Astana                               | + 1 h 16 min 14 s                    |
| 10e                                  | Damien Howson                        | Australie                            | Orica-Scott                          | + 1 h 16 min 45 s                    |
| modifier                             |                                      |                                      |                                      |                                      |

### Classement du meilleur grimpeur
| Classement du meilleur grimpeur | Classement du meilleur grimpeur | Classement du meilleur grimpeur | Classement du meilleur grimpeur | Classement du meilleur grimpeur |
| ------------------------------- | ------------------------------- | ------------------------------- | ------------------------------- | ------------------------------- |
|                                 | Coureur                         | Pays                            | Équipe                          | Point(s)                        |
| 1er                             | Warren Barguil                  | France                          | Sunweb                          | 70 points                       |
| 2e                              | Thomas de Gendt                 | Belgique                        | Lotto-Soudal                    | 32 pts                          |
| 3e                              | Primož Roglič                   | Slovénie                        | Lotto NL-Jumbo                  | 30 pts                          |
| 4e                              | Alexis Vuillermoz               | France                          | AG2R La Mondiale                | 27 pts                          |
| 5e                              | Daniel Martin                   | Irlande                         | Quick-Step Floors               | 24 pts                          |
| 6e                              | Christopher Froome              | Royaume-Uni                     | Sky                             | 23 pts                          |
| 7e                              | Steve Cummings                  | Royaume-Uni                     | Dimension Data                  | 20 pts                          |
| 8e                              | Fabio Aru                       | Italie                          | Astana                          | 20 pts                          |
| 9e                              | Bauke Mollema                   | Pays-Bas                        | Trek-Segafredo                  | 18 pts                          |
| 10e                             | Thibaut Pinot                   | France                          | FDJ                             | 17 pts                          |
| modifier                        |                                 |                                 |                                 |                                 |

### Classement par équipes
| Classement par équipes | Classement par équipes | Classement par équipes | Classement par équipes |
| Équipe                 | Équipe                 | Pays                   | Temps                  |
| ---------------------- | ---------------------- | ---------------------- | ---------------------- |
| 1re                    | Sky                    | Royaume-Uni            | 158 h 42 min 35 s      |
| 2e                     | AG2R La Mondiale       | France                 | + 12 min 52 s          |
| 3e                     | Trek-Segafredo         | États-Unis             | + 46 min 43 s          |
| 4e                     | Movistar Team          | Espagne                | + 54 min 34 s          |
| 5e                     | Cannondale-Drapac      | États-Unis             | + 58 min 36 s          |
| 6e                     | Astana                 | Kazakhstan             | + 1 h 03 min 48 s      |
| 7e                     | BMC Racing Team        | États-Unis             | + 1 h 14 min 38 s      |
| 8e                     | Orica-Scott            | Australie              | + 1 h 17 min 28 s      |
| 9e                     | Fortuneo-Oscaro        | France                 | + 1 h 34 min 11 s      |
| 10e                    | Lotto NL-Jumbo         | Pays-Bas               | + 1 h 41 min 09 s      |